# Статут Мальборо
Статут Мальборо (англ. Statute of Marlborough) — звід законів, ухвалених парламентом Англії 1267 року, у добу правління Генріха III. Статут складався з 29 розділів, чотири з яких досі не скасовані. Статут — найстаріший законодавчий акт Великої Британії, який станом на  2024 лишається чинним.

## Преамбула
У преамбулі стверджувалося, що метою Статуту є мир, справедливість й усунення інакомислення в державі. Акт, перейнявши та повторно запровадивши багато з раніше відкинуті деякі Оксфордські положення, задовольнив вимоги баронської опозиції.

## Назва і датування Статуту
Статут отримав назву за місцем ухвалення в містечку Мальборо у Вілтширі, де проходило засідання парламенту. Повна назва «Provisiones fact[a]e ap[u]d Marleberg[em], p[rae]sent[e] D[omi]no Rege H[enrico] & R[icardo] Rege Ale[manoru]m, & D[omi]no Edwardo fil[io] ejusde[m] H[enrico] R[ege] Primogen[u]it, & D[omi]no Octobono tunc legato in Angli[a]» перекладається з латинської мови як «Положення, складені в Мальборо в присутності нашого лорда короля Генріха, і Річарда, короля римлян, і лорда Едварда, старшого сина згаданого короля Генрі, і лорда Оттобона, тогочасного легата в Англії». Датою схвалення документа в преамбулі названо «другий і п'ятдесятий рік правління короля Генріха, сина короля Іоанна, восьмого дня (лат. utas) Святого Мартина». Отже, Статут ухвалили 18 листопада 1267 року.

## Чинні акти
Колишні чотири розділи Статуту об'єднали у два акти:
- Закон про заподіяння шкоди (англ. The Distress Act), 1267;
- Закон про псування земель (англ. The Waste Act), 1267.

### Розділи 1, 4, 15 (Закон про заподіяння шкоди, 1267)
Розділи 1, 4 і 15, які називаються «Законом про заподіяння шкоди», регулювали відшкодування збитків і визнавали незаконним вилучення чужої власності з метою отримання орендної плати або інших боргових грошей (англ. distresses) без судового рішення.
Розділ 1 визначив мету Закону, зазначаючи, що нещодавні заворушення призвели до того, що лорди та інші особи відмовилися підкорятися королівським судам і вилучили чуже майно на власний розсуд. Закон оголосив незаконним відшкодування збитків інакше, ніж через суд, незалежно від класу чи стану. За порушення передбачався штраф за позазаконні спроби відшкодування збитків, зроблені після ухвалення Закону.
Глава 4 забороняє відшкодування збитків за межами округу боржника та карає за таку поведінку штрафом у справі щодо сусіда, і лорд робить це зі своїм орендарем. Він також вимагає, щоб відшкодування збитків були в розумних межах, виплачуючи тим, хто зазнає збитків, компенсацію на підставі відшкодувань.
Глава 15 вимагає, щоб сповіщати про заподіювання шкоди лише перед королем або його урядовцями, забороняючи, зокрема, самостійно стягувати штрафи щодо вткористання на свою власність, королівську дорогу чи звичайні дороги.
Розділ 2 також регулював питання про заподіювання шкоди, але його скасували Законом про перегляд статутного законодавства 1948 року. Ним заборонялося заподіювати шкоду за межами своєї юрисдикції чи території та передбачалося покарання за порушення таких вимог. Розділ 3 також стосувався покарання тих, хто чинив опір системі правосуддя. Його скасували Законом про перегляд статутного та цивільно-процесуального законодавства 1881 року.

### Розділ 23 (Закон про псування земель, 1267)
Розділ 23 часто називають Законом про псування земель (1267), який забороняв орендарям «псувати землю», яку вони орендують. Хоча більша частина розділу залишається чинним, перший абзац був скасований Законом про перегляд статутного та цивільно-процесуального законодавства 1881 року.

## Скасовані розділи
Серед скасованих розділів статуту — положення щодо судових позовів, проведення зборів шерифів, штрафів за порушення правил ведення процесу, позовів у майнових справах, права на відкладення засідання (essoins), присяжних, виконання феодальних повинностей, штрафів за неявку на суд, скарг на помилкові рішення суду, повернення майна, права власності на землю без обмежень, скоєння опору посадовим особам короля, затвердження хартій, опіки над неповнолітніми та майном, переданим у спадок короля або інших відповідних осіб, права виключної власності на землю, правового розслідування; вбивства, надання пільг духовенству та прелатам.
Регулюючи використання конфіскації майна для забезпечення виконання орендних зобов'язань та повторного перегляду інших феодальних зобов'язань, статут, за словами Фредеріка Мейтленда, «багато в чому знаменує собою кінець феодалізму». Розділи 7, 8, 16, 22, 24, 26, 27 і 29 скасували Законом про перегляд статутного законодавства 1863 року. Розділ 21 скасували Законом про перегляд статутного та цивільно-процесуального законодавства 1881 року.

### Розділ 5 (Підтвердження хартій)
Розділ 5 підтвердив норми Великої хартії вольностей і Лісової хартії, наказуючи королівським чиновникам і судам належним чином дотримуватися їх і забезпечувати їхнє виконання. Розділ скасовано Законом про перегляд статутного законодавства і цивільного судочинства 1881 року. Лісову хартію було скасовано у 1971 році.

### Розділи 6-7 (Опікунство)
Розділ 6 забороняв орендарям дарувати землю старшим синам. Він також зобов'язував лордів, які зловживали цим положенням в суді, відшкодовувати збитки помилково звинуваченим у передачі власності. Розділ 7 передбачав, що опікуни, які не з'являлися до суду протягом півроку, втрачали своїх підопічних, але спадкоємці не страждали від недбалості своїх опікунів, остаточно дотримуючись загального закону у таких питаннях. Обидва розділи скасовано Законом про перегляд статутного законодавства 1863 року.

### Розділ 8 (Право виключної власності на землю)
Розділ 8 передбачав, що покарані та ув'язнені за порушення права виключної власності на землю, не мали бути звільнені без згоди короля і будь-який порушник у цих справах повинен бути оштрафований відповідним чином. Будь-який шериф, який порушив цей розділ, мав бути покараний. Цей розділ скасовано Законом про перегляд статутного законодавства 1863 року.

### Розділи 9-14 (Суди та їхні повноваження)
Розділ 9 передбачав, що особи, які не підпорядковуються певному лорду, не мали права подавати позов до суду цього лорда, за винятком тих, чиї предки користувалися цими судами до подорожі Генріха до Британії в 1228 році. Розділ був скасований Законом про перегляд статутного та цивільно-процесуального законодавства 1881 року.
Розділ 10 звільняв різних лордів і церковних служителів, а також тих, хто мав інші бейлівіки, від обов'язкової присутності на турнірах місцевого шерифа. Він також передбачав, що такі турніри будуть продовжуватися за зразком часів правління королів Річарда та Іоанна. Він був скасований Законом про перегляд статутного та цивільно-процесуального законодавства 1881 року.
Розділ 11 скасовував стягнення штрафів за неякісний захист в суді, хоча й не мав зворотної сили. Його було скасовано Законом про перегляд статутного законодавства 1863 року.
Розділ 12 передбачав щонайменше чотири дні на рік, а якщо зручно, то й до п'яти чи шести, відведених на розгляд прохань про придане. Розділ було скасовано Законом про перегляд статутного законодавства 1863 року.
Розділ 13  стосувався права на відкладення виконання рішення суду в зв'язку з неприсутністю однієї зі сторін у судовому процесі, той, хто не з'являвся на судове засідання, міг подати запит на «essoin» — відкладення вирішення справи до наступного засідання, обмеженням було те, що такий запит міг бути лише один. Його було скасовано Законом про перегляд статутного законодавства 1863 року.
Розділ 14 призупиняв звільнення від обов'язку бути присяжним, коли служба вимагала обов'язкової участі в таких важливих справах, як асизи (судові засідання), огляд меж земельних ділянок, розгляд справ без проведення судового процесу та укладення угод.

### Розділи 16-17 (Опікунство)
Розділ 16 передбачав, що спадкоємець, чий предок помер до досягнення ним повноліття, має право примусити лорда передати йому землю на його повноліття за допомогою судових зборів та отримати компенсацію за збитки, заподіяні внаслідок судових зборів та утримання землі з моменту досягнення повноліття.
Розділ 17 передбачав, що особи, які утримували земельну власність від імені неповнолітнього спадкоємця, не повинні були розтрачувати, продавати або знищувати спадщину. Він також забороняв таким опікунам організовувати шлюб спадкоємця, окрім як на користь спадкоємця. Розділ скасовано Законом про перегляд статутного законодавства 1948 року.

### Розділ 20 (Відкладення вирішення справи до наступного засідання)
Розділ 20 скасував необхідність присяги для підтвердження права на відкладення виконання рішення суду в зв'язку з неприсутністю однієї зі сторін у судовому процесі в будь-якому суді.

## Спроби скасування статуту
Комісія з питань права запропонувала скасувати дві з чотирьох глав, що залишилися, оскільки вони втратили свою актуальність після ухвалення Закону про трибунали, суди та правозастосування 2007 року. У червні 2015 року Комісія з питань права та Шотландська комісія з питань права опублікували законопроєкт, що передбачав скасування п. 4 (що регулює «стягнення необґрунтованого арешту та вивезення арештованого майна за межі графства боржника») та п. 15 (що стосується «стягнення арешту з орендованого майна або з автомобільних доріг загального користування») Статуту.